# جانوران شگفت‌انگیز و زیستگاه آن‌ها
جانوران شگفت‌انگیز و زیستگاه آن‌ها کتابی اثر جی کی رولینگ (تحت نام مستعار نیوت اسکمندر) نویسنده سری داستان‌های هری پاتر است که در خصوص موجودات جادویی دنیای هری پاتر است.
این کتاب که از کتاب‌های درسی هری در هاگوارتز است به تعریف و توضیح جانوران جادویی و موجودات خیالی دنیای هری پاتر پرداخته است. نسخه اولیهٔ این کتاب به ظاهر نسخهٔ متعلق به هری پاتر است که وی در اولین رمان این مجموعه به نام هری پاتر و سنگ جادو آن را در مدرسه مطالعه می‌کند.
درآمدهای حاصل از فروش کتاب به مؤسسهٔ خیریهٔ کامیک ریلیف اهدا می‌شود. بیش از ۸۰ درصد از قیمت جلد هر کتاب فروخته شده مستقیماً برای کمک به کودکان فقیر اقصی نقاط جهان هزینه می‌شود . طبق گزارش کامیک ریلیف، از طریق فروش این کتاب و کتاب کوییدیچ در گذر زمان که به همراه آن منتشر شد، تا سال ۲۰۰۹ بیش از ۱۷ میلیون یورو برای کودکان جمع‌آوری شده‌است.
در ۱۴ مارس ۲۰۱۷، نسخهٔ جدیدی از کتاب با شش موجود جدید و پیشگفتاری از نیوت اسکمندر منتشر شد. این نسخه به ظاهر یک نسخهٔ نو است که برای مشنگ‌ها چاپ شده و دیگر اثری از یادداشت‌ها و حاشیه‌نویسی‌های هری پاتر و دوستانش در آن دیده نمی‌شود. تمام در آمدهای حاصل از فروش این کتاب نیز به مؤسسهٔ خیریهٔ لوموس و کامیک ریلیف اهدا می‌شود.

## فیلم
در روز ۲۱ شهریور ۱۳۹۲، در اطلاعیه‌ای که برادران وارنر منتشر کرد، اعلام شد که جی. کی. رولینگ قرار است برای مجموعه فیلم‌های جدیدی از دنیای هری پاتر، فیلم‌نامه بنویسید. اولین فیلم از این مجموعه پنج گانه با عنوان «جانوران شگفت انگیز و زیستگاه آن‌ها» (Fantastic Beasts and Where to Find Them) نامگذاری شده‌است. برادران وارنر گفته است که این مجموعه فیلم‌ها بخشی از یک همکاری بلند مدت با پرفروش‌ترین نویسنده دنیا خواهد بود. هشت فیلم هری پاتر جزو پرفروش‌ترین مجموعه فیلم‌های تاریخ سینما هستند. این فیلم شخصیتی به نام «نیوت اسکمندر» را معرفی می‌کند که نویسندهٔ کتاب خیالی «جانوران شگفت انگیز و زیستگاه آن‌ها» است که در مدرسه هاگوارتزِ هری پاتر تدریس می‌شد. فیلم برداری مجموعه اول آغاز و فیلم در ۲۷ آبان سال ٩٥ اکران شد.
فیلم دوم آن با نام «جانوران شگفت انگیز : جنایات گریندل والد» است